# Scinax blairi
Espèce
Synonymes
- Hyla blairi Fouquette & Pyburn, 1972

Statut de conservation UICN

 LC  : Préoccupation mineure
Scinax blairi est une espèce d'amphibiens de la famille des Hylidae.

## Répartition
Cette espèce est endémique de Colombie. Elle se rencontre entre 200 et 500 m d'altitude dans les Llanos des départements d'Arauca, du Meta et du Guaviare.

## Étymologie
Le nom de cette espèce a été choisi en hommage à William Franklin Blair.

## Publication originale
- Fouquette & Pyburn, 1972 : A New Colombian Treefrog of the Hyla rubra Complex. Herpetologica, vol. 28, no 2, p. 176-181.